# Blepharidatta brasiliensis
Blepharidatta brasiliensis (лат.) — вид земляных муравьёв рода Blepharidatta из подсемейства Myrmicinae (Formicidae). Новый Свет.

## Распространение
Южная Америка: западная Бразилия (Акри, Амазонас, Рондония), южная Венесуэла, восточный Эквадор. Обитают во влажных тропических лесах Амазонии.

## Описание
Мелкого размера муравьи желтовато-коричневого цвета; длина рабочих около 2 мм. Усики состоят из 11 сегментов, булава усиков 2-члениковая. Глаза сравнительно крупные, выпуклые; оцеллии отсутствуют. Усиковые бороздки углублённые и длинные. Мандибулы с 4 зубцами. Форма головы вытянутая (почти на треть длиннее своей ширины) с выступающими заднебоковыми углами. Голова самок крупная, благодаря которой они, предположительно могут затыкать входы в подземные камеры своего гнезда (явление, обнаруженное у другого представителя этого рода). Грудь узкая, без промезонотального и мезоэпинотального швов. Заднегрудка с длинными проподеальными шипиками. Длина головы рабочих (HL) 0,60 — 0,75 мм, ширина головы (HW) 0,4 — 0,5 мм, длина скапуса усика (SL) 0,45 — 0,5 мм.
Стебелёк между грудкой и брюшком состоит из двух узловидных члеников (петиоль и постпетиоль). Петиоль длинный и узкий, стебельчатый, с округлым и низким узелком. Брюшко блестящее, небольшое с крупным первым сегментом (остальные сегменты мелкие). Верхняя часть тела покрыта длинными слегка изогнутыми желтоватыми волосками.
Семьи малочисленные, включают около сотни рабочих особей (от 20 до 200), полигинные (содержат в среднем трёх маток, максимум до 11 эргатоидных бескрылых самок). Расплод представлен 25 % куколками и 75 % личинками. Самцы обнаружены в апреле и августе. Муравьи населяют наземный подстилочный ярус во влажных тропических лесах Амазонии. Фуражировка происходит, главным образом, ночью. Хищники и сборщики мелких членистоногих. В гнездовых камерах земляного муравейника обнаруживаются экзоскелеты жуков, пчёл, цикад, кузнечиков, термитов, пауков и муравьёв родов Cephalotes, Pheidole, Camponotus и Pachycondyla.
Личинки Blepharidatta brasiliensis имеют длину от 1,5 до 2 мм; профиль тела аттоидного типа; сегментация неотчётливая. Дыхальца на T2 имеют диаметр 0,01 мм, постепенно уменьшающийся до 0,008 мм на сегменте AI, и до 0,006 мм на сегменте AVIII. Волоски на теле редкие, их длина 0,025-0,125 мм, слегка изогнутые. На голове около двух десятков коротких волосков (их длина 0,003-0,008 мм). Мандибулы личинок мелкие, субтреугольные, амблиопоноидного типа, с 2 острыми зубцами, одним апикальным и одним субапикальным.
- Голова самца
- Самец сбоку
- Гениталии самца

## Систематика
Вид был впервые описан в 1915 году американским мирмекологом профессором Уильямом Уилером (англ. Wheeler W. M.; 1865—1937) по типовым материалам из Бразилии, валидный статус подтверждён в 1976 году в ходе ревизии американским энтомологом Вальтером Кемпфом (Kempf Walter W.; 1920—1976). Вместе с видом Blepharidatta conops Kempf, 1967 принадлежит к роду Blepharidatta Wheeler, W.M., 1915; близок к муравьям-грибководам трибы Attini, предковой формой которых в настоящее время рассматривается мирмекологами.
Систематическое положение таксона разными авторами принималось по-разному и в составе разных триб мирмициновых муравьёв (Myrmicinae): Dacetini (Emery, 1924; Donisthorpe, 1943); Ochetomyrmecini (Brown, 1953, 1973; Kempf, 1972); Attini (Forel, 1917; Wheeler, W. M. 1915); или отдельная самостоятельная триба Blepharidattini (вместе с родом Wasmannia; Wheeler, G. C. and Wheeler, J. 1991; Bolton, 1994, 2003). В 2014 году в ходе молекулярно-филогенетического исследования и полной реклассификации всех мирмицин (Ward et al., 2014) было оставлено только 6 триб с изменённым составом. По этим данным триба Blepharidattini включается в состав трибы Attini, принимаемой в расширенном составе из 45 родов с включением всех родов 6 триб (Basicerotini, Blepharidattini, Cephalotini, Dacetini, Phalacromyrmecini, Pheidolini). От близкого вида B. conops отличается более мелкими размерами, светлым цветом, формой головы и петиоля, сравнительно более крупными глазами и более длинными шипиками заднегруди.

### Сравнение видовB. brasiliensisиB. conops
- Голова Blepharidatta brasiliensis
- Голова близкого вида B. conops
- Вид сбоку Blepharidatta brasiliensis
- Вид сбоку рабочего B. conops